# Different World
Different World är en låt och singel av det engelska heavy metal-bandet Iron Maiden som släpptes den 14 november 2006 i USA och 26 december i Europa. 
Det är den andra singeln efter The Reincarnation of Benjamin Breeg att släppas från albumet A Matter of Life and Death. Låten är en hyllning till Thin Lizzy genom den låga sången som Bruce Dickinson använder sig av, likadant som Thin Lizzys sångare Phil Lynott skulle ha sjungit. 
Låten är skriven av gitarristen Adrian Smith och basisten Steve Harris. B-sidorna består av en radioinspelning av låtarna Hallowed Be Thy Name och The Trooper som sändes på BBC under 2005.
Låten finns även med i spelet Tony Hawk's Downhill Jam.

## Låtlista

### Amerikanska versionen
- Different World (Smith/Harris) - 4:15
- Hallowed Be Thy Name (Radio 1 'Legends' Session) (Harris) -  7:13
- The Trooper (Radio 1 'Legends' Session) (Harris) - 3:56

### Digital singel
Den digitala singeln gick bara att förbeställa innan den 26 december på Iron Maidens officiella hemsida.
1. "Different World" (Inspelad live i Ålborg under A Matter of Life and Death World Tour, 9 november (Smith/Harris) – 4:15
2. Intervju med Steve Harris om A Matter of Life and Death.

### Europeiska CD singeln
1. "Different World" (Smith/Harris) – 4:15
2. "Iron Maiden" (Inspelad live i Köpenhamn under A Matter of Life and Death World Tour, 10 november, 2006 (Harris) – 5:40

### Europeiska DVD singeln
1. "Different World" (Smith/Harris) – 4:15
2. "The Reincarnation of Benjamin Breeg" (Inspelad live i Köpenhamn under A Matter of Life and Death World Tour, 10 november 2006 (Murray/Harris) – 7:44
3. Hocus Pocus (Focus cover) (Thijs van Leer/Jan Akkerman) – 5:33

### Europeiska 7" picture disc
1. "Different World" (Smith/Harris) – 4:15
2. "Fear of the Dark"  (Inspelad live i Köpenhamn under A Matter of Life and Death World Tour 19 november 2006 (Harris) – 7:45

## Listplaceringar
- #1 Finland
- #1 Spanien
- #3 Storbritannien
- #8 US Mainstream Rock

## Banduppsättning
- Bruce Dickinson - sång
- Dave Murray - gitarr
- Adrian Smith - gitarr
- Janick Gers - gitarr
- Steve Harris - bas
- Nicko McBrain - trummor